# Xã Big Woods, Quận Marshall, Minnesota
Xã Big Woods (tiếng Anh: Big Woods Township) là một xã thuộc quận Marshall, tiểu bang Minnesota, Hoa Kỳ. Năm 2010, dân số của xã này là 53 người.